# Aleksandr Mogilny
Aleksandr Gennadjevitsj Mogilny (Russisch: Александр Геннадьевич Могильный) (Chabarovsk, 18 februari 1969) is een Sovjet-Russisch ijshockeyer.
Mogilny won tijdens de IJshockey op de Olympische Winterspelen 1988 de gouden medaille met de Sovjetploeg.
Mogilny werd in 1989 wereldkampioen. Mogilny werd samen met Vladimir Malachov in 2000 lid van de Triple Gold Club door met New Jersey Devils de Stanley Cup te winnen.